# 마쓰모토 다쿠야
마쓰모토 다쿠야(일본어: 松本 拓也, 1989년 2월 6일 ~ )는 일본의 축구 선수이다.

## 구단 경력
그는 2010년부터 2023년까지 J리그의 쇼난 벨마레, 가와사키 프론탈레, 기라반츠 기타큐슈, 블라우블리츠 아키타, FC 기후에서 활동하였다.